# Иво Данеу
Иво Данеу (Марибор, 6. октобар 1937) бивши је југословенски и словеначки кошаркаш и кошаркашки тренер.
У својој каријери је играо за Браник Марибор (1949—1956) и Олимпију (1956—1970) са којом је освојио првенства Југославије 1957, 1959, 1961, 1962, 1966 и 1970. За кошаркашку репрезентацију Југославије је одиграо 209 утакмица од 1956. до 1970. и освојио је Светско првенство 1970., сребрну медаљу на Олимпијским играма 1968. и сребрне медаље на светским првенствима 1963. и 1967. (на ком је био изабран за најкориснијег играча), сребрне медаље на Европским првенствима 1961, 1965 и 1969. и бронзану медаљу на Европском првенству 1963. Изабран је за најбољег спортисту Југославије 1967. Као тренер водио је Олимпију (1970—1971) и Рудар Трбовље (1976). Уведен је у ФИБА кућу славних 2007. године.